# Стара приказка. Когато слънцето беше бог
„Стара приказка. Когато слънцето беше бог“ (на полски: Stara baśń. Kiedy słońce było bogiem) e полски игрално-исторически филм от 2003 година на режисьора Йежи Хофман. Филмът е базиран на романа „Старата приказка“ от Юзеф Крашевски.

## Сюжет
Внимание:  Текстът по-долу разкрива сюжета на произведението (или части от него)!
В езически времена, всяко славянско племе се покланя на свой бог.
Жестокият княз на западните поляни Попел и коварната му съпруга, правят всичко по силите си, за да запазят властта.
Воеводата Пестун, преситен от интригите и жестокостите на господаря си, го напуска.
В гората към него се присъединява младия ловец Земовит, завърнал се от дълго странстване в земите на викингите.
Пътя на младия воин пресича красивата Дзива, дъщерята на Виш - един от старейшините на княжеството.

## Актьорски състав
- Михал Жебровски – Земовит
- Данел Олбрихски – Пястун
- Катажина Буякевич – Миля
- Бохдан Ступка – Попел
- Анна Димна – Яга
- Ева Вишневска – Яаруха
- Йежи Треля – Визун
- Ришард Филипски – Виш
- Марина Александрова – Дзива
- Маря Никлинска – Живя
- Малгожата Форемняк – съпруга от Попел
- Кристина Фелдман – фея
- Анджей Печински – Здобек
- Мачей Козловски – Смерда